# Marshall Chess Club

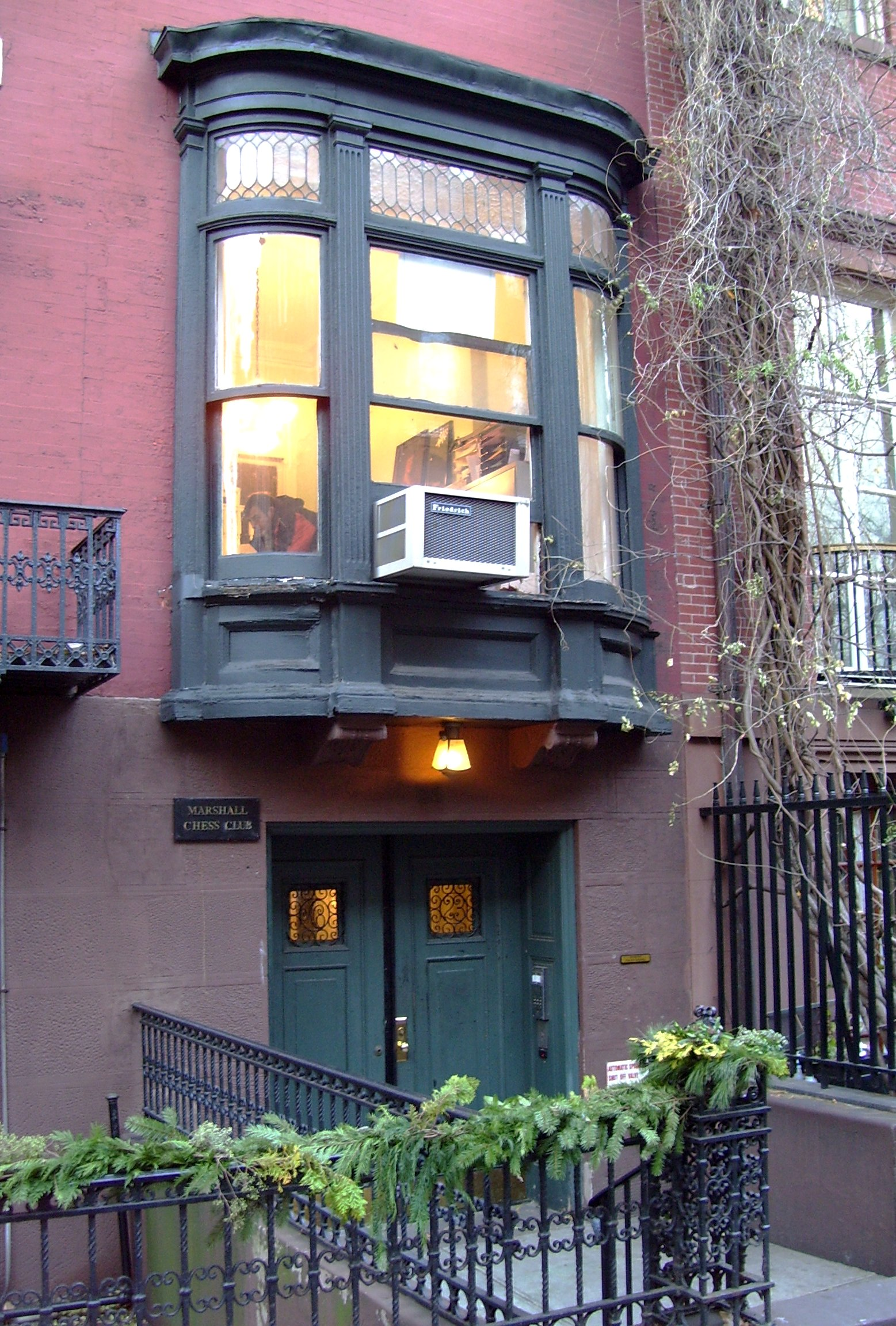
Marshall Chess Club (2010)

Der Marshall Chess Club in New York ist einer der führenden Schachvereine in den Vereinigten Staaten. Er stand traditionell in Konkurrenz zu dem älteren Manhattan Chess Club, der seit 2002 nicht mehr existiert.
Die Gründung des Marshall Chess Club geht auf einen Kreis von Spielern um Frank Marshall zurück. Im Jahr 1915 erfolgte der Zusammenschluss unter der anfänglichen Bezeichnung „Marshall's Chess Divan“, 1922 wurde der Verein dann offiziell eingetragen.
Zu seinen bekanntesten Mitgliedern zählten neben Marshall Edward Lasker, Hans Kmoch, Anthony Santasiere, Fred Reinfeld, Arthur Dake, Gisela Gresser, Reuben Fine, Larry Evans und Edmar Mednis. Anfang der 1950er Jahre war auch Stanley Kubrick kurzzeitig Mitglied. Zu seinen derzeitigen Mitgliedern gehört Großmeister Hikaru Nakamura.
In den Anfangsjahren hatte der Klub zunächst wechselnde Räumlichkeiten. 1921 kaufte der Verein ein Haus in der 127 West 12th Street, geriet aber während der Great Depression in finanzielle Schwierigkeiten und musste es wieder verkaufen. 1931 fand er dank der Unterstützung durch den Mäzen Gustavus Adolphus Pfeiffer seinen dauerhaften Sitz in der 23 West 10th Street. Die Einweihung der Räumlichkeiten fand am 19. Dezember 1931 in Gegenwart des Ex-Weltmeisters José Raúl Capablanca statt. Der Marshall Chess Club ist Eigentümer des Gebäudes, in dem zwei Stockwerke für den Schachverein genutzt werden. Marshall lebte in einem kleinen Apartment im Erdgeschoss und führte den Verein bis zu seinem Tod im November 1944, danach übernahm seine Witwe Caroline († 1971) die Vereinsführung. Präsident (Stand Juli 2021) ist seit 2016 Noah Chasin.
In den Räumen des Klubs fanden zahlreiche Schachereignisse statt, darunter mehrfach die amerikanische Schachmeisterschaft. Von hier aus nahm Bobby Fischer, der aus politischen Gründen nicht nach Kuba reisen konnte, 1965 mittels Fernschreiber am Capablanca-Gedenkturnier in Havanna teil.